# Dahlica triquetrella
Dahlica triquetrella là một loài bướm đêm thuộc họ Psychidae. Nó được tìm thấy ở châu Âu và Bắc Mỹ.
Sải cánh dài 9–13 mm đối với con đực. Con cái là không cánh. Mặc dù con đực có cánh xuất hiện ở một số khu vực tại châu Âu, chỉ có con cái không cánh sinh sản đơn tính từ Dahlica triquetrella đã được ghi nhận ở Anh. Con trưởng thành sống một thời gian rất ngắn.
Các thức ăn ấu trùng ăn địa y và tảo trên thân cây, đá và các bức tường cũ. Chế độ ăn uống này phải được bổ sung bởi côn trùng đã chết cho chúng hoàn toàn phát triển. Ấu trùng hoạt động làm tuyết tan chảy ở châu Âu.

## Hình ảnh

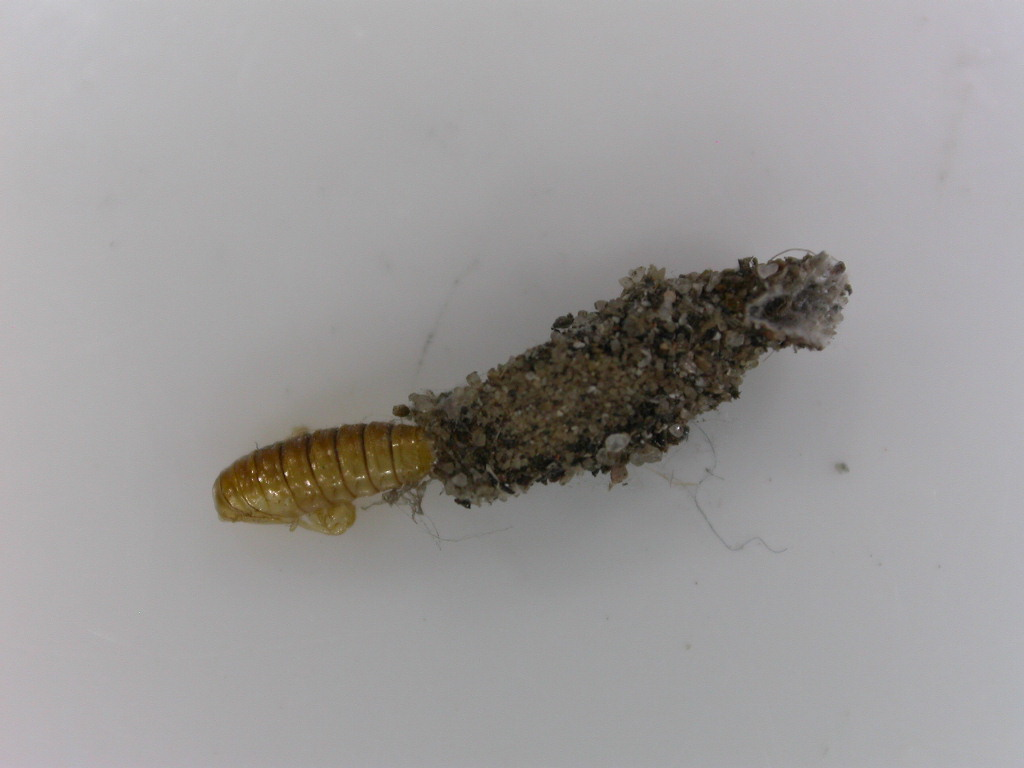
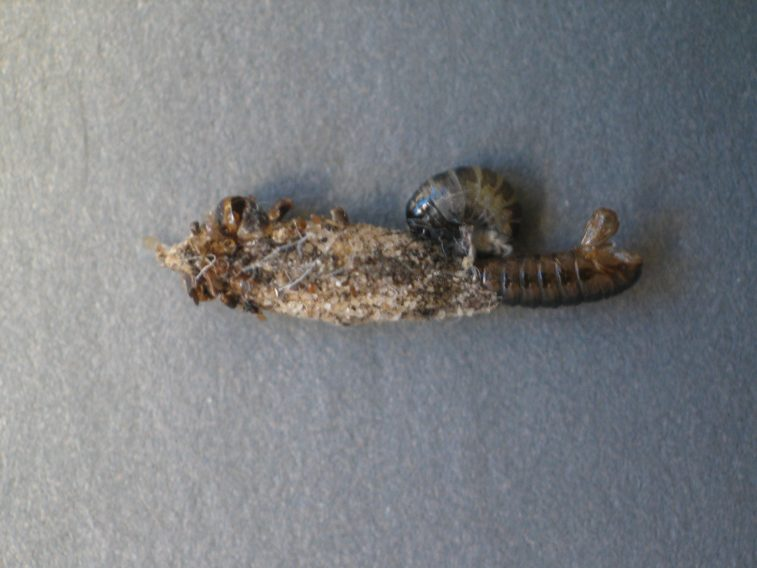
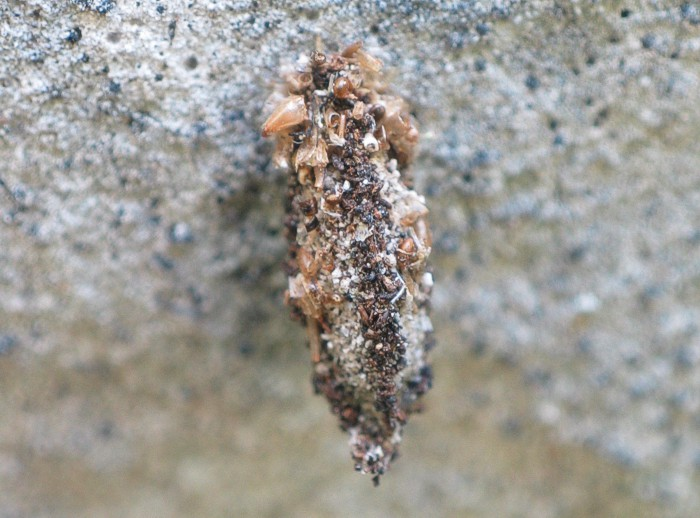
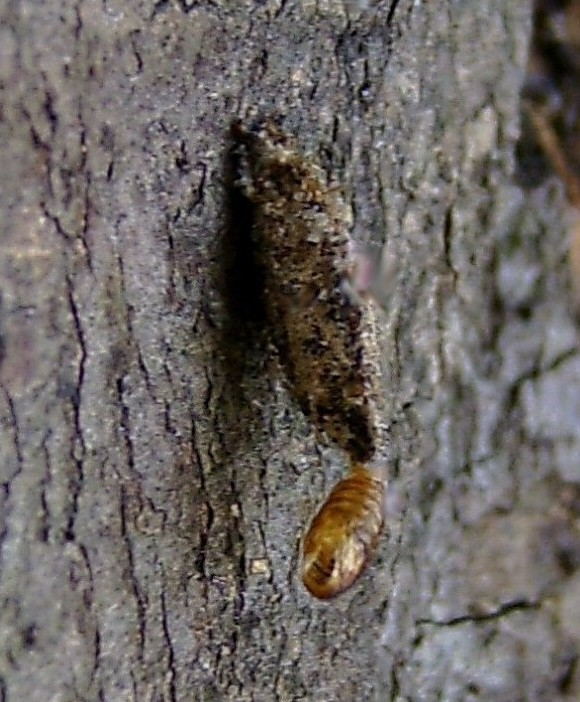